# Ion Pervilhac
Ion Pervilhac, né le 28 mai 1947 à New York, est un lugeur français, licencié au Football Club de Lyon.

## Palmarès
Il a participé aux Jeux olympiques de 1968 : il termine 11e en simple et 38e en biplace, associé à Georges Tresallet.